# Осио, Айтор
А́йтор Осио Каррион (исп. Aitor Ocio Carrión; род. 28 ноября 1976, Витория-Гастейс, Испания) — испанский футболист, защитник. За 18 лет карьеры сыграл в чемпионате Испании 173 матчей и забил 5 голов. Семь сезонов отыграл за «Атлетик Бильбао» и четыре — за Севилью, выиграл четыре титула, в том числе два Кубка УЕФА.

## Клубная карьера
Осио родился в Витория-Гастейс и дебютировал в Ла Лиге за «Осасуну» в сезоне 2000/01, до этого получив опыт игры во втором испанском дивизионе за «Эйбар» и «Альбасете». Уже в следующем сезоне он присоединился к «Атлетик Бильбао».
Летом 2003 года Осио перешёл в «Севилью», заключив с ней трехлетний контракт. В первые два сезона он выиграл с клубом четыре титула — Королевский кубок Испании, два Кубка УЕФА и один Суперкубок УЕФА.
В середине июля 2007 года Осио вернулся в Бильбао и сыграл 27 матчей за «Атлетик». Тот сезон клуб закончил в середине таблицы. В следующем сезоне он провёл ровно столько же матчей и забил гол в ворота бывшего клуба «Осасуна», но тот матч закончился поражением для «Атлетика» 1-2, а сам Осио был удален с поля. Всего в своей карьере Осио получил пять красных карточек.
Осио начал сезон 2009/10 в основном составе «Атлетика». Однако, получив травму в начале октября 2009 года, он пропустил остаток сезона. «Атлетик» финишировал восьмым. В следующем сезоне Осио из-за проблем со здоровьем сыграл всего пять официальных матчей, тем не менее 23 мая 2011 года с ним был продлен контракт.
35-летний Осио не входил в планы нового тренера «Атлетика» Марсело Бьельсы, однако продолжал числиться в основной команде.
14 июня 2012 года Осио объявил о завершении карьеры.

## Личная жизнь
Подругой Осио была модель Лаура Санчес, которая родила ему дочь Найю 1 августа 2006 года.

## Достижения
Севилья
- Обладатель Кубка УЕФА: 2005/06, 2006/07
- Обладатель Суперкубка УЕФА: 2006
- Обладатель Кубка Испании: 2006/07

Атлетик Бильбао
- финалист Кубка Испании: 2008/09